# Paul le prophète
Paul le prophète (titre original : Paul of Dune) est un roman publié en 2008 et rédigé par Brian Herbert et Kevin J. Anderson qui s’intègre dans l’univers de Dune de Frank Herbert. Il s'agit du premier tome d'une trilogie appelée Légendes de Dune (Heroes of Dune en langue originale).

## Thématique
Le récit de ce roman centré sur la vie de Paul Atréides/Muad'Dib, alterne entre son enfance avant le départ de la Maison Atréides pour Arrakis et le début du règne de l’Empereur Muad'Dib.
Le récit de l’enfance de Paul Atréides, notamment les Guerres des Assassins entre les Maisons Atréides, Ecaz et Grumman se place donc chronologiquement entre La Maison Corrino et Dune.
Le deuxième récit présenté par Paul le prophète est centré sur les événements qui suivent l’accession de Paul Muad’Dib au trône de l’Imperium et le développement de son Jihad. Ces événements se déroulent entre les romans Dune et Le Messie de Dune.